# Lista de episódios de Kimi ni Todoke
Esta é a lista de episódios do anime Kimi ni Todoke.

## 1ª Temporada
| Nº | Título                                             | Exibição original       |
| --- | -------------------------------------------------- | ----------------------- |
| 1 | "Prólogo" "Purorōgu" (プロローグ)                  | 06 de outubro de 2009   |
| Kuronuma Sawako é considerada amaldiçoada por seus colegas devido à sua aparência e personalidade tímida. Ela é apelidada de "Sadako", depois do famoso fantasma do filme "O Chamado". Sawako no entanto encontra o popular Kazehaya Shouta, que fala com ela normalmente e incentiva-a a tentar abrir-se e fazer novos amigos. Sawako então se oferece para brincar de fantasma durante um evento da classe, o teste de coragem. Durante o teste, Kazehaya vem para manter sua companhia. Através disso, Sawako também é capaz de se tornar um pouco mais perto de duas colegas, Yoshida Chizuru e Yano Ayane. |                                                    |                         |
| 2 | "Assento Mudado" "Sekigae" (席替え)                | 13 de outubro de 2009   |
| |                                                    |                         |
| 3 | "Depois da Escola" "Hōkago" (放課後)               | 20 de outubro de 2009   |
| |                                                    |                         |
| 4 | "Boatos" "Uwasa" (噂)                              | 27 de outubro de 2009   |
| |                                                    |                         |
| 5 | "Determinação" "Ketsui" (決意)                     | 3 de novembro de 2009   |
| |                                                    |                         |
| 6 | "Amigos" "Tomodachi" (友達)                        | 10 de novembro de 2009  |
| |                                                    |                         |
| 7 | "Noite de Sábado" "Doyō no Yoru" (土曜の夜)        | 17 de novembro de 2009  |
| |                                                    |                         |
| 8 | "Treinamento Voluntário" "Jishuren" (自主練)       | 24 de novembro de 2009  |
| |                                                    |                         |
| 9 | "Amigo Novo" "Atarashii Tomodachi" (新しい友達)    | 1 de dezembro de 2009   |
| |                                                    |                         |
| 10 | "Trabalhando Juntos" "Kyōryoku" (協力)             | 8 de dezembro de 2009   |
| |                                                    |                         |
| 11 | "Especial?" "Tokubetsu?" (とくべつ？)              | 15 de dezembro de 2009  |
| |                                                    |                         |
| 12 | "Sentimentos Românticos" "Ren'ai Kanjō" (恋愛感情) | 22 de dezembro de 2009  |
| |                                                    |                         |
| 13 | "Amor" "Koi" (恋)                                  | 5 de janeiro de 2010    |
| |                                                    |                         |
| 14 | "Kurumi" "Kurumi" (くるみ)                         | 12 de janeiro de 2010   |
| |                                                    |                         |
| 15 | "Rival" "Raibaru" (ライバル)                       | 19 de janeiro de 2010   |
| |                                                    |                         |
| 16 | "Noite de Conversa" "Yobanashi" (夜噺)             | 26 de janeiro de 2010   |
| |                                                    |                         |
| 17 | "Folga" "Yasumi no hi" (休日)                      | 2 de fevereiro de 2010  |
| |                                                    |                         |
| 18 | "Amor de Chizuru" "Chizuru no Koi" (千鶴の恋)      | 9 de fevereiro de 2010  |
| |                                                    |                         |
| 19 | "Sonho" "Yume" (夢)                                | 16 de fevereiro de 2010 |
| |                                                    |                         |
| 20 | "Presente" "Purezento" (プレゼント)                | 23 de fevereiro de 2010 |
| |                                                    |                         |
| 21 | "Primeira Neve" "Hatsuyuki" (初雪)                 | 2 de março de 2010      |
| |                                                    |                         |
| 22 | "Natal" "Kurisumasu" (クリスマス)                  | 9 de março de 2010      |
| |                                                    |                         |
| 23 | "Dois" "Futari" (ふたり)                           | 16 de março de 2010     |
| |                                                    |                         |
| 24 | "Aniversário" "Tanjōbi" (誕生日)                   | 23 de março de 2010     |
| |                                                    |                         |
| 25 | "Ano Novo" "Shinnen" (新年)                        | 30 de março de 2010     |
| |                                                    |                         |

## 2ª Temporada
| #  | Título                                                  | Exibição original       |
| -- | ------------------------------------------------------- | ----------------------- |
| 00 | "Amor Não Correspondido" "Kataomoi" (片想い)            | 5 de janeiro de 2011    |
|    |                                                         |                         |
| 01 | "Namorado" "Barentain" (バレンタイン)                   | 12 de janeiro de 2011   |
|    |                                                         |                         |
| 02 | "Estudantes do 2º Ano" "2-Nensei" (2年生)               | 19 de janeiro de 2011   |
|    |                                                         |                         |
| 03 | "Esqueça Isso" "Wasurete" (忘れて)                      | 26 de janeiro de 2011   |
|    |                                                         |                         |
| 04 | "Mal Entendido" "Wakattenai" (わかってない)             | 2 de fevereiro de 2011  |
|    |                                                         |                         |
| 05 | "A Pessoa Que Eu Gosto" "Suki na Hito" (すきな人)       | 9 de fevereiro de 2011  |
|    |                                                         |                         |
| 06 | "Afeto e Aborrecimento" "Kōi to Meiwaku" (好意と迷惑)   | 16 de fevereiro de 2011 |
|    |                                                         |                         |
| 07 | "Apenas Desista" "Akirame Chimae Yo" (あきらめちまえよ) | 23 de fevereiro de 2011 |
|    |                                                         |                         |
| 08 | "Para Você" "Todoke" (届け)                             | 2 de março de 2011      |
|    |                                                         |                         |
| 09 | "Confissão" "Kokuhaku" (告白)                           | 9 de março de 2011      |
|    |                                                         |                         |
| 10 | "A Partir de Agora" "Koko kara" (ここから)              | 23 de março de 2011     |
|    |                                                         |                         |
| 11 | "Depois do Festival" "Matsuri no Ato" (祭りのあと)      | 30 de março de 2011     |
|    |                                                         |                         |
| 12 | "Pessoa Importante" "Daiji na Hito" (大事な人)          | 30 de março de 2011     |
|    |                                                         |                         |